# Theobald Bourke
Theobald Bourke  (mort le 5 mars 1503) est le 8e seigneur de Mayo de 1473 à 1503

## Origine
Theobald de Burgh ou Bourke est le 1re fils de Walter Bourke qui est lui-même le fils aîné de Thomas Bourke (†  1402) fils de Edmund Albanach de Burgh second des fils de William Liath de Burgh

## Biographie
Theobald est élu Mac William Íochtar  ou Mac William Eighter c'est-à-dire Chef des Bourke du Haut/Nord ou de Mayo en 1473 après l'abdication de son cousin germain Ricard Ó Cuairsge Bourke
En 1486 Theobald est défait par « Hugh Roe Ó Donnel », c'est-à-dire: Aodh Ruadh mac Niall Ghairbh Ó Domhnaill, roi de Tir Connail lors d'un combat à Ardnarea sur la rivière Moy en Tyrawley dans lequel il perd une centaine de ses hommes et laisse des prisonniers dont Ulleag le fils de Ricard fils de Thomas Bourke Une paix est conclue en 1488 entre les deux adversaires et elle est garantie par Ua Conchobhair de Connacht et Mac Dermot de Moylurg  Il est probablement le personnage de ce même nom qui maire de Galway en 1498 est arrêté et emprisonné à Dublin par Piers Butler futur 8e comte d'Ormond à l'occasion d'un conflit en cours entre la cité de Galway et les comtes d'Ormond relatif à la levé de droits par ces derniers.
Les Annales des quatre maîtres mentionnent la mort de Theobald Bourke en 1503:
 Theobald le fils de Walter Bourke seigneur de Commaicne Cuile Toladh c'est-à-dire la baronnie de Kilmaine dans le comté de Mayo meurt à un âge avancé.

## Postérité
Theobald Bourke est le père de:
- Meiler Bourke († 1520) 11e Mac William Íochtar

## Sources
- (en) T.W Moody, F.X. Martin, F.J. Byrne A New History of Ireland , Volume IX Maps, Genealogies, Lists. A companion to Irish History part II . Oxford University Press réédition 2011  (ISBN 9780199593064).
- (en)  Martin J. Black Journal of the Galway Archeological and Historical Society Vol VII n°1 « Notes on the Persons Named in the Obituary Book of the Franciscan Abbey at Galway » 1-28.